# Energetyk Gryfino
Energetyk Gryfino – polski klub piłkarski z siedzibą w Gryfinie. Jest częścią wielosekcyjnego klubu sportowego o tej samej nazwie. W sezonie 2023/2024 występuje w klasie okręgowej (grupa zachodniopomorska II).

## Historia

### Lata 1945-1948[2]
Klub założono w czerwcu 1945 jako Klub Sportowy Polonia Gryfino z inicjatywy Juliana Puszki, Feliksa Rogozińskiego oraz Edwarda Krynickiego. Pierwszy, historyczny mecz Polonia rozegrała 22 lipca 1945 ze stacjonującą w Chojnie reprezentacją lotnictwa radzieckiego. Od 8 do 9 września 1945 roku w Koszalinie odbyły się I Okręgowe Zawody Sportowe na Pomorzu Zachodnim, na których Polonia odniosła swój pierwszy sukces. Po pokonaniu drużyn ze Szczecina (1:0) i Stargardu (2:1) klub awansował do finału, w którym zmierzył się z mocną reprezentacją Wojska Polskiego. Zawodnicy z Gryfina nie mieli jednak żadnych szans na zwycięstwo i ulegli żołnierzom aż 7:1. Mimo wysokiej porażki do domów wrócili ze srebrnymi medalami. Jednocześnie w ramach klubu działalność rozpoczęło kilka innych sekcji, w tym bokserska, tenisa stołowego oraz gier zespołowych. Powstała też drużyna piłkarska złożona z juniorów. W listopadzie 1945 roku wybrano pierwszy zarząd klubu, w którego skład weszli: prezes Gieroj, sekretarz Władysław Bara, skarbnik Józef Podleśny oraz Julian Puszka. Najważniejszym zadaniem działaczy było doprowadzenie zniszczonych za sprawą wojny obiektów do stanu używalności. Udało się to w niedługim czasie. Wokół boisk zakopano okopy i nisze przeciwlotnicze, a i same boiska zostały uporządkowane.
Trzon ówczesnej Polonii stanowili Puszka, bracia Bara, Sakowski, Bejchart, Krawiec, Sprzączko, Krajewski, Władysław Obrzanowski, a także Krynicki oraz Domażalski, którzy najczęściej przywdziewali kapitańską opaskę. W skład drużyny wchodzili nie tylko zawodnicy z Gryfina, ale również z okolicznych miejscowości. Był w niej m.in. Jerzy Bechan z Lisiego Pola, Waldek Rusiecki z Mniszek oraz grający w ataku Zbigniew Teleszewski, który w latach 50. założył w Baniach funkcjonującą do dziś dnia Iskrę Banie. Byli również piłkarze z Radziszewa i Daleszewa.
W sezonie 1947/1948, gdy opiekę nad klubem objęła Organizacja Młodzieży Towarzystwa Uniwersytetu Robotniczego, drużyna awansowała do B-klasy. Klub rywalizował w tym czasie m.in. z Osadnikiem Myślibórz, Dębem Dębno, Pogonią Barlinek, a także drużynami ze Szczecina: Pionierem grającym swoje mecze na Jasnych Błoniach oraz Żydowskim Klubem Sportowym, skupionym w ramach Wojewódzkiego Komitetu Żydów Polskich. Ten drugi klub swoją siedzibę miał w miejscu dzisiejszej Arkonii. Mecze z lokalnymi drużynami wzbudzały w Gryfinie spore zainteresowanie. Miasto liczyło wtedy ok. 3 tys. mieszkańców, a na spotkania przychodziło ok. 1,5 tys. Na mecze wyjazdowe do Szczecina Polonia udawała się statkiem, a na pozostałe spotkania jeździła autobusami, które jednak prawie zawsze się psuły, a i były dość kosztowne.
Równie wiele kłopotów sprawiało skompletowanie sprzętu sportowego (butów, piłek itp.). Klub posiadał jedną własną piłkę, natomiast działacze załatwili z centrali jedenaście par używanych korków. Cały sprzęt był reperowany, zszywany, klejony, aby wytrzymał jak najdłużej. Jedną z form finansowania klubu była organizacja zabaw oraz festynów. Ciężar finansowania drużyny wzięli także na swoje barki sponsorzy. Dzięki nim piłkarze zyskali lepszy sprzęt czy też mieli opłacone koszty podróży. Zawodnicy nie otrzymywali wynagrodzenia za grę, ale sponsorzy fundowali im jedzenie i picie przed i po meczach.

### Lata 1948-1950[2]
Tłuste lata dla Polonii skończyły się wraz z tzw. "bitwą o handel" (eliminacja sektora prywatnego i na jego miejsce utworzenie Państwowych Domów Towarowych) datowaną na lata 1946-49. W związku z tym lokalni przedsiębiorcy musieli zrezygnować z finansowania klubu. Ich pomoc skończyła się w 1948 roku. W tym samym czasie na sportową scenę miasta wkroczyła nowa piłkarska siła w postaci Klubu Sportowego Gwardia Gryfino. Był on oczkiem w głowie Powiatowego Urzędu Bezpieczeństwa Publicznego, zatem opływał w niemałe bogactwo i dostatek. Dzięki temu szybko zajął miejsce Polonii, stając się tym samym najważniejszym klubem w mieście. Z czasem zaczął również podkupować najlepszych zawodników Polonii. Najstarszy gryfiński zespół, chociaż nigdy formalnie nie został rozwiązany, w praktyce zawiesił swoją działalność.

### Lata 1950-1956[2]
Wybawieniem okazała się reforma struktur organizacyjnych ruchu sportowego. Powołany do życia 7 lipca 1950 roku Powiatowy Komitet Kultury Fizycznej położył nacisk na kontynuowanie tradycji sportowych w mieście. Dzięki temu, przy części lokalnych przedsiębiorstw i urzędów, zaczęły powstawać Zrzeszenia Sportowe. W ten sposób na fundamentach Polonii, a raczej w ramach współpracy z nią, powstała Unia Gryfino. To właśnie do niej trafili zawodnicy, którzy z różnych względów nie znaleźli dla siebie miejsca w milicyjnej Gwardii.
Unia nie rywalizowała w rozgrywkach z Gwardią, która ze względu na bogate, nie tylko sportowo zaplecze, otrzymała miejsce Polonii w klasie wojewódzkiej. Jednak w 1953 roku gryfińska Gwardia przestała istnieć, natomiast kilka miesięcy wcześniej Unia zaniechała dalszej współpracy z Polonią. Ich miejsce na sportowej mapie zajęły ZS Spójnia oraz założone w 1951 roku przez Kazimierza Milewskiego ZS Ogniwo, które od tej pory skupiało w swoich szeregach połowę członków miejskich stowarzyszeń. Zrzeszenie to sprawowało także pieczę nad wciąż istniejącą Polonią. Najstarszemu klubowi w mieście ostatecznie udało się przetrwać trudne czasy i po październikowej Odwilży, w 1956 roku, wrócić na należyte miejsce głównego reprezentanta sportu wyczynowego w Gryfinie.

### Zmiana nazwy klubu (rok 1974)
Po wybudowaniu elektrowni Dolna Odra, która stała się wtedy głównym sponsorem klubu, w 1974 roku zmieniono nazwę na Energetyk Gryfino.

### Lata 2008-2015
W 2008 roku nastąpiła reorganizacja całej polskiej ligi. Powstała Ekstraklasa jako najwyższa klasa rozgrywkowa, I liga stała się drugim poziomem ligowym, II liga trzeci poziomem ligowym itd. Energetyk w sezonie 2007/2008 nie zdołał zająć miejsca premiowanego "awansem" do III ligi, w związku z czym wciąż występował w IV lidze. W praktyce jednak "spadł" o jeden poziom ligowy. Sztuka ta udała się dopiero w sezonie 2008/2009 i po 10 latach klub ponownie zawitał do III ligi. Na tym poziomie rozgrywek nie utrzymał się jednak długo, bo tylko dwa sezony. W sezonie 2011/2012 zespół IV ligę przeszedł wygrywając 21 spotkań, 4 remisując i 5 przegrywając, przewodząc w tabeli od pierwszej do ostatniej kolejki. Kolejny sezon, ponownie w III lidze, miał być wyjątkowy. Prezes klubu zapowiedział walkę o awans do II ligi, a do drużyny przyszło wielu czołowych zawodników z regionu. Z zapowiedzi tych nic jednak nie wyszło. Z powodu olbrzymich długów miasta i obcięcia dotacji na klub, Energetyka zaczęli opuszczać kolejni zawodnicy. W sezonie 2012/2013 zespół jeszcze się utrzymał, wygrywając na wyjeździe w ostatniej kolejce 4:3 ze zdecydowanie wyżej notowaną Lechią II Gdańsk, ale już w następnym ta sztuka się nie powiodła. W rundzie jesiennej sezonu 2013/2014 Energetyk wygrał tylko 1 spotkanie, a 8 zremisował i z 11 punktami zajmował ostatnią, 16 pozycję. Nadzieję przyniósł początek rundy wiosennej, w której klub w 4 meczach zdobył 9 punktów, grając już praktycznie tylko juniorami i młodymi, niedoświadczonymi zawodnikami z regionu. Potem jednak przyszło pasmo porażek, również z sąsiadami w tabeli w tzw. meczach o 6 punktów, co pogrążyło zespół. Jednym z nielicznych osiągnięć sezonu 2013/2014 było zwycięstwo w finale Pucharu Polski ZZPN okręgu szczecińskiego z Dębem Dębno po serii rzutów karnych. W finale wojewódzkim Energetyk jednak nie sprostał kołobrzeskiej Kotwicy przegrywając 0:3. Od sezonu 2014/2015 zespół grał w IV lidze grupie zachodniopomorskiej. Mimo budżetu sięgającego 500 tys. zł, Energetyk zaliczył kolejny z rzędu spadek do wojewódzkiej okręgówki. Wpływ na to miała przede wszystkim fatalna runda jesienna, gdzie drużyna przegrywała mecz za meczem.

### Lata 2015-2018
Od sezonu 2015/16 Energetyk występował na szóstym poziomie rozgrywek krajowych - w Szczecińskiej Lidze Okręgowej. Drużyna spędziła tutaj tylko jeden rok, szybko powracając na wyższy szczebel rozgrywkowy, pewnie zajmując 1. miejsce w tabeli (24 wygrane, 5 remisów, 1 porażka). Od sezonu 2016/17 Energetyk ponownie więc występował w IV lidze grupie zachodniopomorskiej. I ponownie zanotował awans, mimo że przed ostatnią kolejką sezonu nawet wygrana nic nie dawała (mecz z Olimpem Gościno zakończył się zwycięstwem Energetyka 2:1). Wpływ na to miały słabe wyniki drużyny we wcześniejszych meczach przez co gryfinianie zostali wyprzedzeni przez Bałtyk Koszalin. Ci jednak sensacyjnie ulegli w ostatnim meczu spadkowiczowi Dębowi Dębno 1:0 i zostali wyprzedzeni przez Energetyka. Po radości z awansu przyszedł jednak zimny prysznic. Gryfińska drużyna z powodów finansowych długo nie decydowała się na zgłoszenie do III ligi. Udało się jednak pozyskać środki na ten cel i od sezonu 2017/18 Energetyk Gryfino występował w II grupie III ligi. Rundę jesienną zakończył na przedostatnim miejscu w tabeli mając na koncie 11 punktów (2 wygrane, 5 remisów, 10 porażek). I z takim też dorobkiem punktowym skończył sezon, gdyż dnia 1 lutego 2018 zarząd klubu podjął decyzję o wycofaniu drużyny pierwszego zespołu piłki nożnej seniorów z rozgrywek na szczeblu III ligi. Powodem był brak płynności finansowej oraz zadłużenia wobec zawodników, którzy nie wznowili treningów przed rundą rewanżową i w większości odeszli z zespołu.

### Lata 2019-2022
Po degradacji o dwie klasy rozgrywkowe, Energetyk sezon 2018/19 rozpoczął od A klasy grupy Szczecin płd stanowiąca siódmy poziom rozgrywkowy w Polsce. Złożyły się na to brak zapewnienia płynności finansowej przez władzę klubu, a także fatalne zarządzanie na przestrzeni lat. Energetyk zastąpił więc swoje rezerwy, które wywalczyły awans na ten szczebel ligowy. Był to też sezon, w którym na niższych poziomach ligowych w województwie zachodniopomorskim rozpoczęła się reorganizacja. Do Klasy Okręgowej Szczecińskiej awansowało nawet 8 drużyn, w związku z tym Energetyk mimo różnych kadrowych problemów zdołał wywalczyć awans z 7. miejsca. W sezonie 2019/20 Energia była bardzo bliska awansu do IV ligi. Po rundzie jesiennej zajmowała 2. miejsce, ze stratą 2 punktów do lidera. Jednak pandemia covid spowodowała, że runda wiosenna została odwołana i awans uzyskała pierwsza drużyna po rundzie jesiennej. W kolejnych sezonach było już tylko gorzej. Zawodnicy odchodzili, problemy finansowe, coraz gorsze wyniki. Na cztery kolejki przed końcem sezonu 2021/22 Energetyk Gryfino stracił nawet matematyczne szanse na utrzymanie i po 51 latach spadł do klasy A.

## Sezony ligowe
| Sezon   | Liga                                        | Pozycja | Punkty | Bramki | Uwagi                    |
| ------- | ------------------------------------------- | ------- | ------ | ------ | ------------------------ |
| 1972/73 | IV liga                                     |         |        |        | awans                    |
| 1973/74 | III liga                                    |         |        |        |                          |
| 1974/75 | III liga                                    |         |        |        |                          |
| 1975/76 | III liga                                    |         |        |        | spadek                   |
| 1976/77 | IV liga                                     |         |        |        |                          |
| 1977/78 | IV liga                                     |         |        |        |                          |
| 1978/79 | IV liga                                     |         |        |        |                          |
| 1979/80 | IV liga                                     |         |        |        |                          |
| 1980/81 | IV liga                                     |         |        |        |                          |
| 1981/82 | IV liga                                     |         |        |        |                          |
| 1982/83 | IV liga                                     |         |        |        |                          |
| 1983/84 | IV liga                                     |         |        |        | awans                    |
| 1984/85 | III liga (grupa wielkopolska)               | 9       | 27     | 26-30  |                          |
| 1985/86 | III liga (grupa wielkopolska)               | 6       | 25     | 31-32  |                          |
| 1986/87 | III liga (grupa wielkopolska)               | 8       | 25     | 28-25  |                          |
| 1987/88 | III liga (grupa wielkopolska)               | 11      | 22     | 28-39  | spadek                   |
| 1988/89 | IV liga                                     |         |        |        |                          |
| 1989/90 | IV liga                                     |         |        |        | awans                    |
| 1990/91 | III liga (grupa szczecińska)                | 9       | 23     | 31-31  |                          |
| 1991/92 | III liga (grupa szczecińska)                | 5       | 32     | 45-26  |                          |
| 1992/93 | III liga (grupa poznańska)                  | 9       | 34     | 47-40  |                          |
| 1993/94 | III liga (grupa poznańska)                  | 14      | 36     | 42-44  |                          |
| 1994/95 | III liga (grupa poznańska)                  | 17      | 21     | 36-55  | spadek                   |
| 1995/96 | IV liga                                     |         |        |        |                          |
| 1996/97 | IV liga                                     | 3       | 51     | 48-31  |                          |
| 1997/98 | IV liga                                     | 1       | 80     | 95-33  | awans                    |
| 1998/99 | III liga (grupa zachodnia)                  | 18      | 18     | 26-79  | spadek                   |
| 1999/00 | IV liga (grupa koszalińsko-szczecińska)     | 10      | 46     | 53-44  |                          |
| 2000/01 | IV liga (grupa zachodniopomorska)           | 8       | 54     | 60-54  |                          |
| 2001/02 | IV liga (grupa zachodniopomorska)           | 17      | 32     | 46-78  | spadek                   |
| 2002/03 | Liga okręgowa (grupa Szczecin II)           | 2       | 77     | 83-21  |                          |
| 2003/04 | V liga (grupa Szczecin)                     | 3       | 67     | 71-24  | awans                    |
| 2004/05 | IV liga (grupa zachodniopomorska)           | 11      | 49     | 44-42  |                          |
| 2005/06 | IV liga (grupa zachodniopomorska)           | 5       | 52     | 55-51  |                          |
| 2006/07 | IV liga (grupa zachodniopomorska)           | 12      | 43     | 47-44  |                          |
| 2007/08 | IV liga (grupa zachodniopomorska)           | 14      | 41     | 53-56  |                          |
| 2008/09 | IV liga (grupa zachodniopomorska)           | 1       | 68     | 82-35  | awans                    |
| 2009/10 | III liga (grupa pomorsko-zachodniopomorska) | 10      | 37     | 41-51  |                          |
| 2010/11 | III liga (grupa pomorsko-zachodniopomorska) | 14      | 28     | 25-41  | spadek                   |
| 2011/12 | IV liga (grupa zachodniopomorska)           | 1       | 67     | 79-28  | awans                    |
| 2012/13 | III liga (grupa pomorsko-zachodniopomorska) | 13      | 36     | 34-42  |                          |
| 2013/14 | III liga (grupa pomorsko-zachodniopomorska) | 15      | 23     | 23-46  | spadek                   |
| 2014/15 | IV liga (grupa zachodniopomorska)           | 12      | 36     | 47-56  | spadek                   |
| 2015/16 | Liga okręgowa (grupa Szczecin)              | 1       | 77     | 86-24  | awans                    |
| 2016/17 | IV liga (grupa zachodniopomorska)           | 1       | 81     | 80-27  | awans                    |
| 2017/18 | III liga (grupa II)                         | 18      | 11     | 9-29   | spadek                   |
| 2018/19 | A Klasa Szczecin grupa płd                  | 7       | 51     | 71-60  | awans                    |
| 2019/20 | Klasa Okręgowa (grupa Szczecin II)          | 2       | 32     | 47-31  |                          |
| 2020/21 | Klasa Okręgowa (grupa zachodniopomorska II) | 12      | 39     | 66-98  |                          |
| 2021/22 | Klasa Okręgowa (grupa zachodniopomorska II) | 16      | 11     | 40-106 | spadek                   |
| 2022/23 | Klasa A (grupa zachodniopomorska IV)        | 1       | 72     | 114-18 | awans                    |
| 2023/24 | Klasa Okręgowa (grupa zachodniopomorska II) | 2       | 55     | 71-47  | przegrane baraże o awans |

| Oznaczenie kolorami    |
| ---------------------- |
| pierwszy poziom ligowy |
| drugi poziom ligowy    |
| trzeci poziom ligowy   |
| czwarty poziom ligowy  |
| piąty poziom ligowy    |
| szósty poziom ligowy   |
| siódmy poziom ligowy   |

## Sukcesy
- Występy w III lidze
- Puchar Polski: III runda w edycji 1994/1995, II runda w edycji 1998/1999

## Zawodnicy
W klubie grali m.in. Wojciech Tomasiewicz, Paweł Drumlak, Bartosz Fabiniak, Bogusław Baniak, Maciej Mysiak, Łukasz Kosakiewicz.